# Break Down
「Break Down」（ブレイク・ダウン）はREVの4枚目のシングル。

## 内容
REVとしての最後のシングルで、パイオニア「carrozzeria」TV-CFイメージソング。

## 収録曲
全作詞･作曲:出口雅之、全編曲:葉山たけし
1. Break Down
2. 最後は君のもとへ

## 参加ミュージシャン
- 生沢佑一 - コーラス